# Basílica de Santa Cecilia (Trastevere)

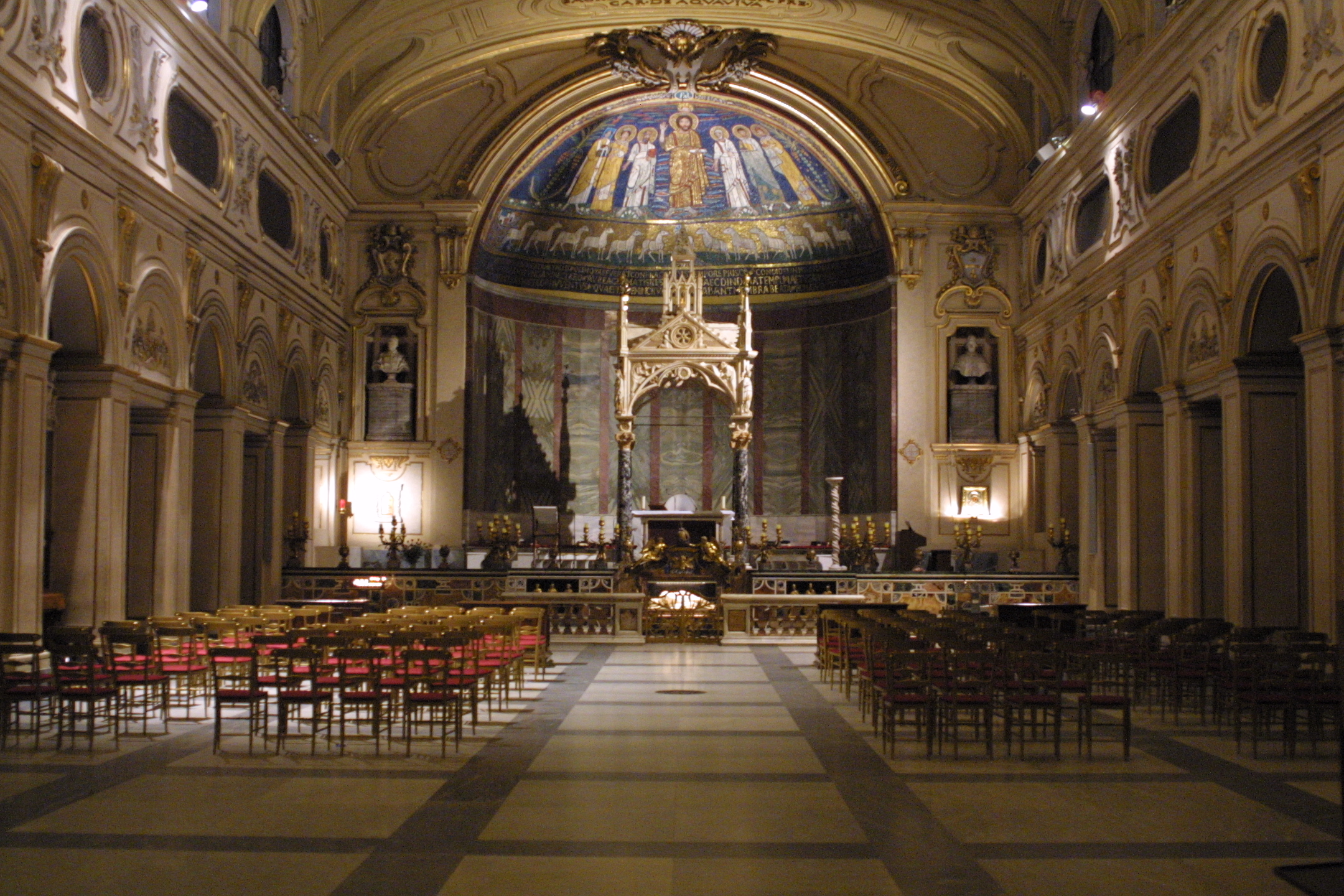
Nave central.

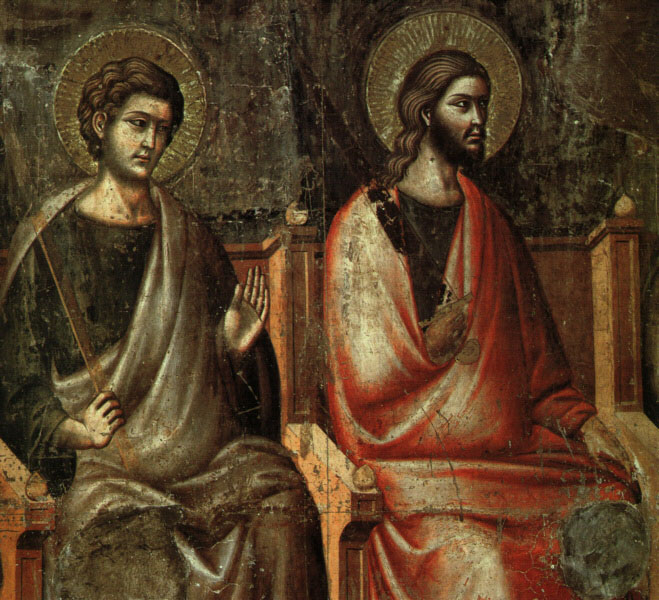
Fresco de El juicio final (detalle) de Pietro Cavallini (1295-1300).

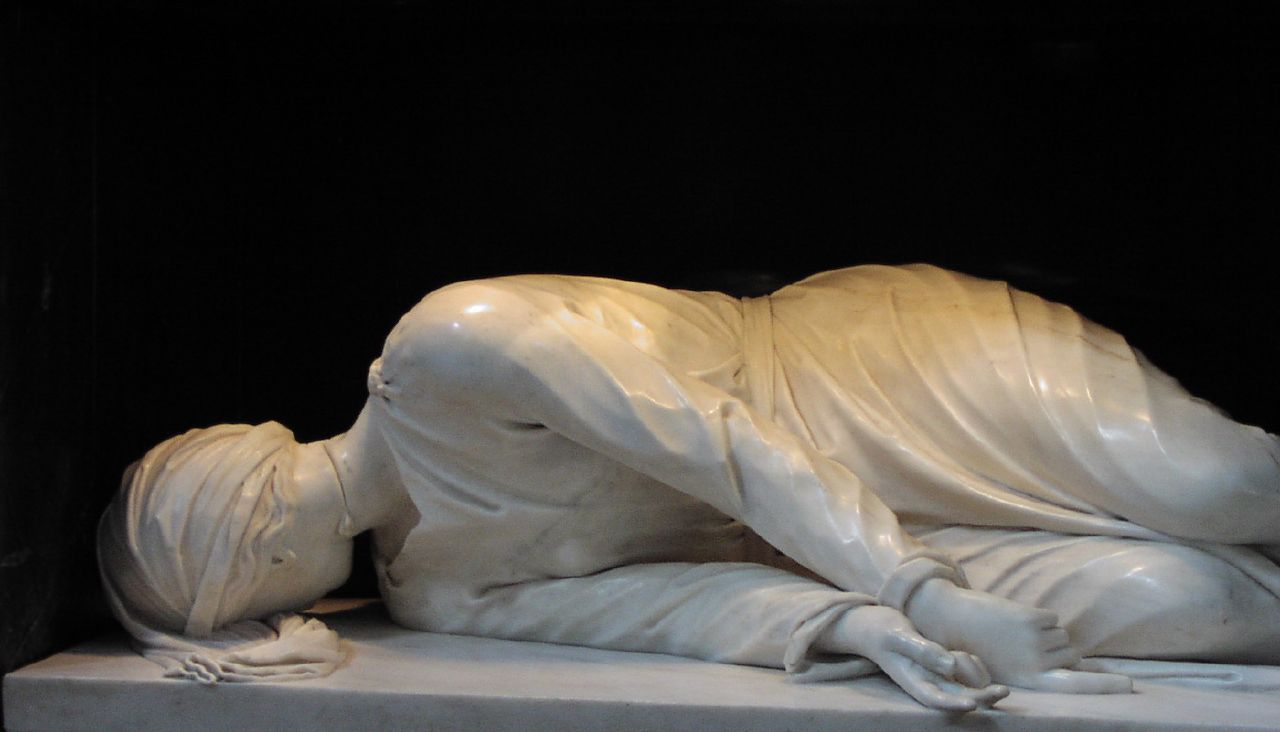
El martirio de Santa Cecilia de Stefano Maderno, uno de los más famosos ejemplos de la escultura barroca.

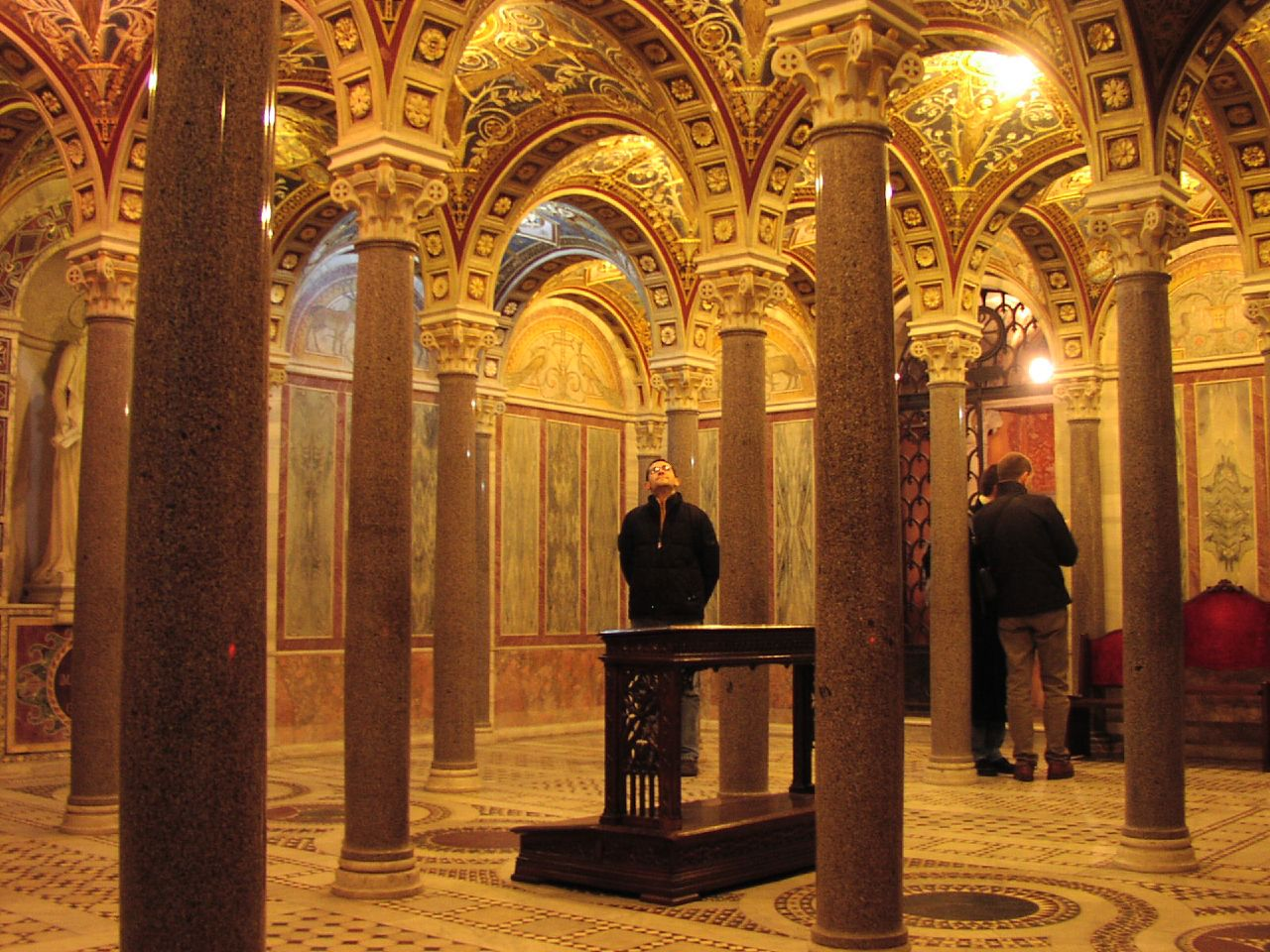
Cripta (reconstrucción de principios del)

La basílica de Santa Cecilia en Trastevere es una iglesia romana del siglo V, localizada en el rione de Trastevere, Italia, y dedicada a Santa Cecilia. Tiene la dignidad de basílica menor.

## Historia

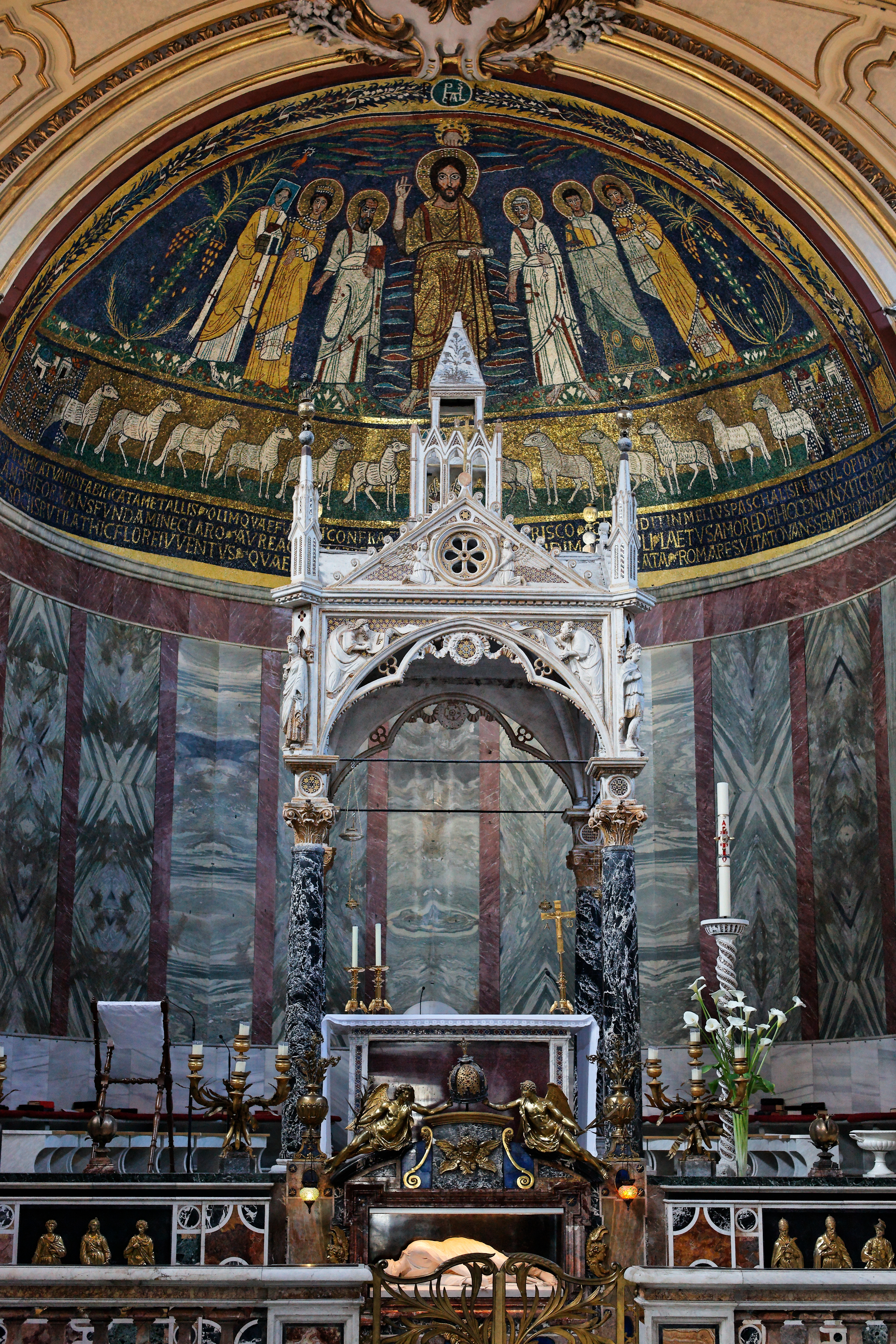
Altar mayor, ciborio y ábside con mosaico dorado encargado por el papa Pascual I en 802 representando a Cristo Redentor; a su izquierda, san Pablo, santa Cecilia, el pontífice presentándole la iglesia; a su derecha, san Pedro, santa Águeda y san Valeriano.

La primera iglesia de Santa Cecilia fue probablemente fundada en el siglo V, por el papa Urbano I, y dedicada a la mártir romana Cecilia. La tradición sostiene que la iglesia fue construida sobre la casa de la santa del siglo II. Después de que su esposo Valeriano fuese ejecutado por negarse a adorar a los dioses romanos, Cecilia, perseguida por su fe cristiana fue condenada a morir ahogada en el caldarium de sus termas como prueba de culpabilidad o inocencia. Se encerró allí durante varios días, negándose a morir y cantando durante esta prueba. Como sobrevivió, la pusieron en un recipiente con agua hirviendo, pero también permaneció ilesa. Finalmente le cortaron la cabeza con un hacha.
Durante unas excavaciones realizadas en la Capilla de las Reliquias se encontró el baptisterio de esta iglesia, así como los restos de una casa imperial romana. En el sínodo del año 499 del papa Símaco, se nombra la iglesia con el Titulus   Ceciliae. El 22 de noviembre del 545, el papa Vigilio celebraba su santo en la iglesia, cuando un emisario de la emperatriz Teodora llamado Antemi Scribone llegó a apresarlo.
El papa Pascual I reconstruyó la iglesia en el año 822, y trajo las reliquias de Santa Cecilia desde las Catacumbas de San Calixto. Más restauraciones se realizaron durante el siglo XVIII.
El cardenal presbítero del Titulus S. C a. C.iliae es, desde el año 2014, Gualtiero Bassetti. Entre otros titulares previos están Carlo María Martini, el papa Esteban III, Thomas Wolsey y Giuseppe Maria Doria Pamphili.

## Arte y arquitectura
La iglesia tiene una fachada construida el año 1725 por Ferdinando Fuga, la cual incluye un patio decorado con antiguos mosaicos, columnas y un cántaro. También incluye el escudo de armas y la dedicatoria del cardenal titular que financió la construcción de la fachada, Francesco Acquaviva d'Aragona.
Entre los vestigios que permanecen del edificio del siglo XIII se encuentra una pintura mural ubicada en el coro de los monjes que representa el juicio final (1289-1293), basado en los diseños de Pietro Cavallini, y en el presbiterio se ubica el ciborio (1293) de Arnolfo di Cambio. El ciborio gótico está rodeado por cuatro columnas de mármol blanco y negro, decorados con estatuas de ángeles, santos (destaca la de san Tiburcio a caballo), profetas y evangelistas. El ábside tiene restos de mosaicos encargados por el papa Pascual I en 802 representando a Cristo Redentor; a su izquierda, san Pablo, santa Cecilia, el pontífice presentándole la iglesia; a su derecha, san Pedro, santa Águeda y san Valeriano.
El cielo de la Cappella dei Ponziani está decorado con Dios Padre con los evangelistas (1470) de Antonio del Massaro (Il Pastura). La Cappella delle Reliquie fue pintada por Luigi Vanvitelli, quien también decoró el retablo. La nave central está pintada con la Apoteosis de Santa Cecilia (1721) de Sebastiano Conca. La iglesia también aloja dos retablos más: Santas Valeria y Cecilia y la Decapitación de Santa Cecilia (1603).
Entre los trabajos más notables está el altar de Santa Cecilia (1600) del escultor proto-barroco Stefano Maderno. Según se cuenta, la escultura  de la santa fue modelada sobre su cuerpo, encontrado cuando se abrió su tumba en 1595. La estatua evidencia la decapitación, lo que ayuda a la identificación de la santa. Además demuestra la supuesta incorruptibilidad de su cuerpo (atributo de los santos), el cual, milagrosamente, aún conserva sangre después de siglos. La estatua podría ser concebida como proto-barroca, ya que representa un momento o una persona no idealizada, sino que muestra una escena teatralizada, una representación naturalista de una muerte, o de un santo moribundo. Esto es un acierto, ya que precede en varias décadas a las esculturas similares del alto-barroco de Gian Lorenzo Bernini (por ejemplo, su Beata Ludovica Albertoni) y de Melchiorre Cafà (Santa Rosa de Lima).
La cripta, decorada en estilo cosmatesco, contiene las reliquias de santa Cecilia y su esposo san Valeriano. En el ábside de la cripta se encuentran los restos de un altar cuya inscripción indica que fue dedicado por el papa Gregorio VII (1073-1085) el 3 de junio de 1080.